# Saint-Michel-de-Fronsac
Saint-Michel-de-Fronsac è un comune francese di 557 abitanti situato nel dipartimento della Gironda nella regione della Nuova Aquitania.

## Società

### Evoluzione demografica
Abitanti censiti